# 老盛三
老盛三（1850年—1937年）本名盛金升，洛阳人。豫剧演员，工须生。幼年入科班学豫剧，后在洛阳、孟津、偃师一带演出。清末民初时期，他被誉为“十八家老国公”之一，在豫西享有盛名。老盛三唱戏字字咬得清晰，人称“交代清”。年逾七旬的他尚能演出唱工重戏。